# Akizuki Noborinosuke
Akizuki Noborinosuke est un nom japonais traditionnel ; le nom de famille (ou le nom d'école), Akizuki, précède donc le prénom (ou le nom d'artiste).
Akizuki Noborinosuke (秋月 登之助, 1842-6 janvier 1885) est un samouraï de la toute fin de l'époque d'Edo qui sert comme vassal du domaine d'Aizu. Aussi connu sous le nom d'« Egami Tarō » (江上 太郎), Akizuki prend part à la guerre de Boshin, à la fois dans l'armée d'Aizu et dans l'armée de l'ancien shogunat. Il est renommé pour son service comme officier supérieur commandé par Hijikata Toshizo à la bataille du château d'Utsunomiya. Bien qu'il ait survécu à la guerre de Boshin, les détails de sa mort sont inconnus.
La tombe d'Akizuki se trouve au Kōtoku-ji à Aizuwakamatsu.

## Source de la traduction
- (en) Cet article est partiellement ou en totalité issu de l’article de Wikipédia en anglais intitulé « Akizuki Noborinosuke » (voir la liste des auteurs).